# EPUB (format)
Pour les articles homonymes, voir EPUB.
EPUB (acronyme d'electronic publication, « publication électronique » en français, parfois typographié « ePub », « EPub » ou « epub ») est un format ouvert standardisé pour les livres numériques et proposé par l'International Digital Publishing Forum (IDPF). Il permet la représentation, l’empaquetage et l’encodage de contenus Web sémantiques et structurés afin de les distribuer en tant qu'un seul fichier ou publication EPUB. Il est fondé sur le XML. Les fichiers ont l’extension « .epub ».

## Concept
L'EPUB est conçu pour faciliter la mise en page du contenu, le texte affiché étant ajusté au tout dernier moment en fonction du dispositif d'affichage et des choix ergonomiques du lecteur au moment précis de la lecture, choix totalement différent de celui du format PDF. Conçu pour satisfaire les besoins internes des éditeurs comme les contraintes de la distribution, il n'a pour le moment (2015) pas de concurrent général dans ce domaine, mais seulement des formats plus spécialisés.
L'EPUB est développé au courant des années 2000. Ce sont dans ces mêmes années que les premières liseuses font leur apparition, une concomitance qui n'est pas due au hasard puisque le premier vient répondre au besoin du second. Il est alors décrit par Chloé Girard comme « un mini-site Internet empaqueté, dépourvu de tout script informatique ». Plusieurs éléments de mise en page ne sont pas permis par cette version tels que les espaces insécables, le positionnement des éléments les uns par rapport aux autres, la coupe des mots en fin de phrase, les veuves et orphelines, les encarts ou encore la justification à gauche et à droite du texte.
EPUB est devenu un standard en 2007, lorsque la version EPUB 2 a été adoptée par l'IDPF, remplaçant le standard Open eBook (en) de SoftBook Press,. Il a fait l'objet d'une spécification technique par l'Organisation internationale de normalisation sous la référence ISO/IEC TS 30135. Depuis 2017, la gestion de ce format a été transmise de l'IDPF vers le W3C par la fusion de ces deux organismes. Le format EPUB était initialement prévu pour du texte courant, ce qui en limitait l'intérêt dans le cas des livres exigeant une mise en page avancée telles les bandes dessinées ou les livres techniques. Les normes EPUB 2, puis EPUB 3 (2011), ont comblé ces lacunes.
Les caractéristiques d'EPUB permettent un recalibrage fluide du texte en fonction de la dimension de l'écran, la possibilité de mise en page fixe et de la mise en page d'un livre (table des matières, page de couverture, quatrième de couverture, nombre de pages, titres, sous-titres), l'affichage d'images vectorielles, la possibilité de signets, de mise en surbrillance et d'ajout de notes, la possibilité de modifier la taille des polices de caractères, la possibilité de gestion des droits numériques (GDN), ou en anglais « digital rights management » (DRM), la possibilité d'avoir tous les éléments sur Internet.
Les particularités propres au EPUB sont le balisage HTML (il contient des dossiers HTML et CSS), la possibilité de faire des livres numériques ayant à la fois des caractéristiques du document papier et du document numérique, ainsi que la possibilité de contenir des images, des vidéos, etc. (p. 180)
 

Le format EPUB présente plusieurs fonctionnalités : il est portable, configurable et annotable, la navigation est facile (à l'aide des flèches et autres), la recherche en plein écran est possible, tout comme l'accès aux métadonnées des documents (p. 184-185).

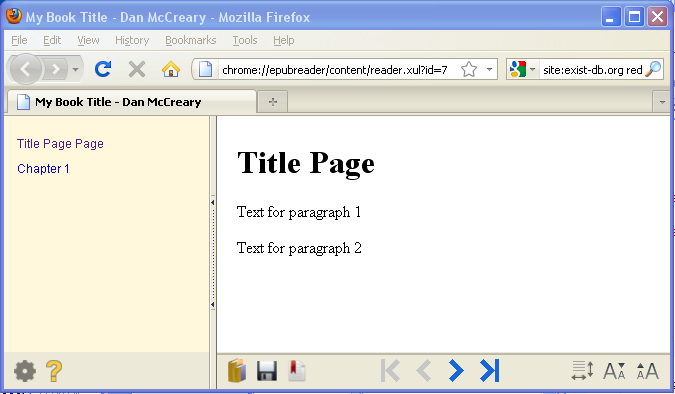
Exemple d'ePub

Plusieurs applications permettent de créer un fichier EPUB directement ou à partir de fichiers dans d'autres formats, sans nécessairement donner accès à la totalité de ses fonctionnalités possibles.

## Historique des versions

### EPUB 2.0
EPUB 2 est la version initiale du format EPUB. Il succède au Open Ebook Publication Structure (OEBPS) 1.0 approuvé en 1999 par l’Open eBook Forum, une organisation devenue l’International Digital Publishing Forum (IDPF) en 2005. Pour répondre au besoin d’un format pouvant gérer la distribution comme l’échange de fichiers, l’IDPF a révisé l’OEBPS et l’a renommé EPUB 2.0 en 2007.
EPUB 2 est constitué de trois normes :
- L’Open Packaging Format (OPF), qui définit les mécanismes pour décrire et faire référence à toutes les ressources de la publication EPUB, pour spécifier l’ordre de lecture et pour fournir des métadonnées, la structure de navigation ainsi qu’une solution de remplacement en cas d’extensions non prises en charge[11]  ;
- L’Open Publication Structure (OPS), qui définit comment écrire et structurer le contenu de l’EPUB en XHTML, DTBook, SVG, XML et CSS[12] ;
- L’Open Container Format (OCF), qui décrit le format conteneur qui réunit tous les fichiers en une seule archive ZIP, c’est-à-dire en une seule publication EPUB[13].

#### EPUB 2.0.1
EPUB 2.0.1, une mise à jour visant principalement à clarifier les spécifications et à corriger les erreurs, a été approuvé en septembre 2010.

### EPUB 3.0
EPUB 3 a été approuvé en octobre 2011. Le travail de révision a commencé en 2010 afin de mieux aligner l’EPUB avec la norme HTML : son format de base est le XHTML5. Cette version permet donc l’inclusion des mêmes contenus que sur le Web dans les documents EPUB. Elle apporte de nouvelles fonctionnalités multimédias, une mise en page avancée en CSS, une intégration de polices de caractères, des fonctions interactives par scripts, l’écriture verticale, la prise en charge de MathML, une meilleure prise en charge des langues ainsi qu’une meilleure accessibilité. Elle a également introduit une nouvelle spécification pour la superposition de médias qui permet la synchronisation du texte et de l’audio dans les publications EPUB.
EPUB 3 repose sur les quatre normes suivantes : 
- EPUB Publications 3.0, qui définit la structure sémantique au niveau de la publication et les exigences de conformité générales des publications EPUB[15]. Elle remplace l’Open Packaging Format (OPF) de l’EPUB 2[9] ;
- EPUB Content Documents 3.0, qui définit comment écrire et structurer le contenu XHTML, SVG et CSS à utiliser dans les publications EPUB[15]. Elle remplace l’Open Publication Structure (OPS) de l’EPUB 2[9] ;
- EPUB Open Container Format (OCF) 3.0, qui définit un format de fichier et un modèle de traitement qui réunit l’ensemble des ressources de la publication EPUB dans un conteneur EPUB, soit une archive ZIP avec certaines contraintes supplémentaires ;
- EPUB Media Overlays 3.0, qui définit un format et un modèle de traitement pour la synchronisation du texte et de l’audio[15].

#### EPUB 3.0.1
La version 3.0.1 a été approuvée en 2014. Elle introduit des corrections mineures et l’intégration de documents avec une mise en page fixe.

#### EPUB 3.1
Après plusieurs mises à jour non datées pour mieux s’aligner avec les normes contemporaines du Web, plusieurs fonctions de l’EPUB ont été supprimées, dont la commutation de contenu, les déclencheurs et les liaisons, nécessitant un nouveau numéro de version. EPUB 3.1 a été approuvée au début janvier 2017.

#### EPUB 3.2
Afin de rétablir la compatibilité entre EPUB 3.0 et EPUB 3.1 à la suite des suppressions de cette dernière mise à jour, la version 3.2 conserve les éléments de l’EPUB 3.1, mais déprécie les éléments précédemment supprimés. Elle est approuvée en 2018.

#### EPUB 3.3
EPUB 3.3 a été approuvé en mai 2023. Cette version introduit principalement des restructurations des documents pour les rendre plus lisibles, mais pas de changements techniques majeurs. Ainsi, elle reste rétrocompatible avec EPUB 3.2 : toute publication EPUB 3.2 valide est aussi une publication EPUB 3.3 valide. Il s’agit de la première version publiée par le World Wide Web Consortium (W3C) après sa fusion avec l’IDPF, le 30 janvier 2017.

## Structure
Une publication EPUB est l’ensemble des ressources interreliées empaquetées dans un conteneur EPUB, aussi appelé conteneur OCF ZIP (Open Container Format). Le conteneur EPUB est une archive ZIP qui doit respecter certaines contraintes additionnelles par rapport aux spécifications de base du format ZIP notamment l’absence de compression et de chiffrement dans les fichiers de l’EPUB ou l’encodage en UTF-8. Voici la structure générale d’un EPUB, :
- Conteneur EPUB / OCF ZIP
  - mimetype
  - OEPBS
    - content.opf
    - toc.ncx / toc.xhtml
    - chapter.xhtml
    - style.css
    - image.png
    - fonts.otf
    - video.mp4
    - script.js
    - extensions (SVG, MathML, XML, ...)

  - META-INF
    - container.xml
    - encryption.xml
    - manifest.xml
    - metadata.xml
    - rights.xml
    - signatures.xml

### Fichier mimetype
Situé à la racine du conteneur EPUB, le fichier mimetype est un fichier ASCII non compressé et non chiffré nommé « mimetype » sans extension dont le seul contenu est la ligne application/EPUB+zip. Il définit le type MIME, soit le type de média, et indique le type d’application qui sera utilisé pour interpréter le fichier.

### Dossier META-INF
Le dossier META-INF est obligatoire. Il contient des documents XML qui définissent les caractéristiques de l’ouvrage. Voici quelques fichiers XML qui peuvent se trouver dans le dossier META-INF :
- container.xml (obligatoire) : il identifie et fait le lien vers le package document,
- encryption.xml (facultatif) : il contient des fichiers encryptés,
- manifest.xml (facultatif) : il identifie et liste les type MIME de toutes les ressources contenues dans la publication EPUB,
- metadata.xml (facultatif) : il contient les métadonnées de la publication EPUB,
- rights.xml (facultatif) : il gère les droits numériques de la publication EPUB (Digital Rights Management ou DRM),
- signatures.xml (facultatif) : il permet l’authentification de la publication EPUB[20],[21].

### Dossier OEPBS
Le dossier OEBPS (Open eBook Publication Structure) peut être renommé, il est souvent renommé « content ». Il contient tout le contenu de la publication EPUB : les chapitres en XHTML, le style en CSS, les images, etc. En plus du contenu, il doit contenir ces deux fichiers :
- EPUB Navigation Document, souvent  toc.xhtml[22] ou toc.ncx[23] (obligatoire) : il permet la navigation dans la publication EPUB[20],
- EPUB Package Document, souvent content.opf[24] (obligatoire) : il contient de l’information sur la publication EPUB et un manifeste des ressources et il définit l’ordre de lecture[21].

### Validation
Il existe plusieurs outils afin de valider la conformité des fichiers EPUB aux normes en place, dont EPUBCheck qui est adopté dans l’industrie selon le W3C. La validation permet de repérer les erreurs dans la structure et de régler des problèmes avec les publications EPUB.

## Accessibilité
Des nouvelles fonctionnalités dans la troisième version d’EPUB marquent une importante avancée en matière d’accessibilité. Le langage de balisage HTML5 sur lequel est fondé EPUB 3 permet la production de livres plus accessibles, notamment pour les personnes malvoyantes, et ce sans nécessité d’adaptation. En bref, EPUB 3 offre maintenant la possibilité de « produire des livres numériques accessibles en différents formats, par exemple : des livres audio avec voix de synthèse, des livres en braille en relief, des livres en braille électronique (lecteur d’écran sur un ordinateur dont le clavier est relié à une plage braille éphémère) ».
Voici, entre autres, quelques caractéristiques d’EPUB 3 qui participent au développement de son accessibilité :
- une synthèse vocale et une synchronisation du texte et de l’audio ;
- un balisage structurant le texte et facilitant la navigation ;
- un repérage plus simple des contenus spécifiques dans le document, y compris dans les fichiers audio et vidéo ;
- une table des matières navigable ;
- la possibilité de modifier la taille, le style et la couleur de la police, ainsi que la couleur du fond ;
- un affichage du sous-titrage inclus dans les fichiers vidéo et audio ;
- une description textuelle des images[25].

## Matériel de lecture
Les liseuses sont généralement compatibles avec le format EPUB, à l'exception du Kindle qui utilise un format de fichier propriétaire : AZW3, AZW, MOBI. Diverses applications de lecture supportant l'EPUB sont également disponibles pour les ordinateurs personnels, les tablettes tactiles et les smartphones.
Depuis l'été 2022, Amazon supporte le format EPUB sur le Kindle.

### Liseuses
Les liseuses compatibles avec le format EPUB sont :
- la gamme de liseuses Kindle (Amazon)
- Cybook (Bookeen)
- Calypso Plus InkBOOK
- Kobo
- Nolimbook (Carrefour)
- Nook (Barnes & Noble), Onyx Boox (en)
- OyO (Chapitre.com, France Loisirs)
- PocketBook
- Sony Reader
- Vivlio

### Smartphones et tablettes
Les téléphones intelligents et les tablettes compatibles avec le format EPUB sont les smartphones et tablettes du système Android (en utilisant Aldiko (en), CoolReader, FBReader, Mantano Reader, etc.), les iPhone, iPad et iPod Touch (en utilisant Lexcycle Stanza, Glider ou iBooks à partir d'iOS 4), les téléphones avec un système d'exploitation Windows Mobile (en utilisant Freda), ceux encore avec le système d'exploitation Windows Phone (en utilisant Bookviser), le téléphone N900 et les tablettes N810/N800/770 sous Maemo, et les téléphones avec le système d'exploitation Bada (Samsung) qui utilisent LacViet Reader (disponible dans Samsung Apps).

## Logiciels

### Outils de validation d'EPUB
| Application | Logiciel libre | Environnement                             | Commentaire                          |
| ----------- | -------------- | ----------------------------------------- | ------------------------------------ |
| epubcheck   | Oui            | Web, Linux, Mac OS X et Microsoft Windows | Outil de référence en Java de l'IDPF |
| flightcrew  | Oui            | Linux, Mac OS X et Microsoft Windows      | Outil de validation en C++           |

### Gestionnaire d'EPUB
| Application            | Logiciel libre | Environnement                        | Commentaire                           |
| ---------------------- | -------------- | ------------------------------------ | ------------------------------------- |
| Adobe Digital Editions | Non            | Mac OS X et Microsoft Windows        | Avec gestion des droits numériques    |
| Calibre                | Oui            | Linux, Mac OS X et Microsoft Windows | Gestionnaire, Editeur, Lecteur d'EPUB |
| Google Play Livres     | Non            | Android et iOS                       |                                       |
| iBooks                 | Non            | OS X et iOS                          | Inclus dans OS X à partir de 10.9     |
| TEA Ebook              | Non            | Linux, Mac OS X et Microsoft Windows |                                       |

### Lecteurs d'EPUB
| Application            | Logiciel libre | Environnement                                  | Commentaire                                                |
| ---------------------- | -------------- | ---------------------------------------------- | ---------------------------------------------------------- |
| Adobe Digital Editions | Non            | OS X et Microsoft Windows                      | Avec gestion des droits numériques                         |
| Aldiko (en)            | Non            | Android et iOS                                 |                                                            |
| Atril                  | Oui            | Linux                                          |                                                            |
| AZARDI Desktop         | Non            | Linux, OS X et Microsoft Windows               |                                                            |
| Bookworm               | Oui            | Linux                                          |                                                            |
| Calibre                | Oui            | Linux, OS X et Microsoft Windows               | Lecteur et convertisseur d'EPUB                            |
| Chapitre eBooks        | Non            | Android et iOS                                 |                                                            |
| Codex Reader           | Non            | Android et iOS                                 |                                                            |
| Cool Reader            | Oui            | Linux, Microsoft Windows et Android            |                                                            |
| Evince                 | Oui            | Linux                                          |                                                            |
| EPUB Viewer            | Non            | OS X                                           |                                                            |
| EPUBReader             | Non            | Linux, OS X et Microsoft Windows               | Extension pour Mozilla Firefox                             |
| FBReader               | ???            | Linux, OS X, Microsoft Windows et Android      |                                                            |
| iBooks                 | Non            | OS X et iOS                                    |                                                            |
| Koodo Reader           | Oui            | Linux, OS X, Microsoft Windows et sur Web      |                                                            |
| Koreader               | Oui            | Android et Linux                               |                                                            |
| Lea Reader             | Non            | Android et iOS                                 | Support de la DRM Readium LCP                              |
| Lexcycle Stanza        | Non            | OS X, Microsoft Windows et iOS                 |                                                            |
| Lucifox (en)           | Oui            | Linux, OS X et Microsoft Windows               | Extension pour Mozilla Firefox                             |
| MagicScroll            | Non            | Web application                                | Application Web gratuite, tout navigateur                  |
| Moon+ Reader           | Non            | Android                                        | Affiche correctement les « popup footnotes »               |
| Okular                 | Oui            | Linux, OS X et Microsoft Windows               | Avec un greffon de gestion du format                       |
| Publiwide Reader       | Non            | OS X, Microsoft Windows, Android et iOS        |                                                            |
| Sumatra PDF            | Oui            | Microsoft Windows                              |                                                            |
| Thorium Reader         | Oui            | Linux, OS X et Microsoft Windows               | Support de la DRM Readium LCP                              |
| Zathura                | Oui            | Linux                                          |                                                            |
| Zotero                 | Oui            | Linux, OS X, Microsoft Windows, Android et iOS | Est surtout un gestionnaire de références bibliographiques |

### Éditeurs d'EPUB
| Application              | Gratuit | Logiciel libre | EPUB2 | EPUB3 | Environnement                        | Commentaire                                               |
| ------------------------ | ------- | -------------- | ----- | ----- | ------------------------------------ | --------------------------------------------------------- |
| BlueGriffon EPUB Edition | Non     | Non            | Oui   | Oui   | Linux, Mac OS X et Microsoft Windows | Basé sur le logiciel libre BlueGriffon d'édition de HTML5 |
| Calibre                  | Oui     | Oui            | Oui   | Oui   | Linux, Mac OS X et Microsoft Windows |                                                           |
| Sigil                    | Oui     | Oui            | Oui   | Oui   | Linux, Mac OS X et Microsoft Windows | Avec PageEdit comme éditeur wysiwyg                       |
| Hugo (par Quadrakà)      | Oui     | Non            | Non   | Oui   | Linux, Mac OS X et Microsoft Windows | Application Web (Chrome et Firefox)                       |
| Publiwide EPUB3 PLUS     | Non     | Non            | Oui   | Oui   | Linux, Mac OS X et Microsoft Windows |                                                           |
| Genebook                 | Oui     | Oui            | Non   | Oui   | online                               | Genebook                                                  |

### Logiciels de traitement de texte et de PAO exportant au format EPUB
| Application                                                                                               | Gratuit | Logiciel libre | Environnement                                          | Commentaire                                                         |
| --- | ------- | -------------- | ------------------------------------------------------ | ------------------------------------------------------------------- |
| Hugo | Oui     | Non            | Linux, Mac OS X et Microsoft Windows                   | Quadrakà (www.quadraka.com) Compatibilité: Google Chrome et Firefox |
| AbiWord                                                                                                   | Oui     | Oui            | Linux, Mac OS X et Microsoft Windows                   |                                                                     |
| Adobe InDesign                                                                                            | Non     | Non            | Mac OS X et Microsoft Windows                          |                                                                     |
| Apache OpenOffice Writer avec l'extension Writer2ePub                                                     | Oui     | Oui            | Linux, Mac OS X et Microsoft Windows                   | Successeur d'OpenOffice.org Writer                                  |
| Atlantis Word Processor (en)                                                                              | Non     | Non            | Microsoft Windows                                      |                                                                     |
| Author | Oui     | Oui            | Linux                                                  | Inclus dans Calligra Suite                                          |
| EBK | Non     | Non            | Mac OS X et Microsoft Windows                          |                                                                     |
| Google Docs                                                                                               | Oui     | Non            | Linux, Mac OS X et Microsoft Windows (Web application) | Depuis juillet 2016                                                 |
| iBooks Author                                                                                             | Oui     | Non            | OS X                                                   |                                                                     |
| iStudio Publisher (en)                                                                                    | Non     | Non            | Mac OS X                                               |                                                                     |
| Jutoh | Non     | Non            | Linux, Mac OS X et Microsoft Windows                   |                                                                     |
| LibreOffice Writer avec l'extension Writer2ePub avec l'extension Writer2xhtml natif depuis la version 6.0 | Oui     | Oui            | Linux, Mac OS X et Microsoft Windows                   | Successeur d'OpenOffice.org Writer                                  |
| Pages | Oui     | Non            | Mac OS X et iOS                                        | Inclus dans iWork                                                   |
| Playwrite (en)                                                                                            | Non     | Non            | Mac OS X                                               |                                                                     |
| PubCoder                                                                                                  | Non     | Non            | Mac OS X                                               |                                                                     |
| QuarkXPress                                                                                               | Non     | Non            | Mac OS X et Microsoft Windows                          |                                                                     |
| Scrivener                                                                                                 | Non     | Non            | Mac OS X et Microsoft Windows                          |                                                                     |

### Convertisseurs d'EPUB
Certains logiciels et certaines applications permettent la conversion de fichiers divers en format EPUB.
| Logiciel   | Gratuit | Logiciel libre | Environnement                        | Commentaires |
| ---------- | ------- | -------------- | ------------------------------------ | --- |
| Amanuensis | Oui     | Oui            | Microsoft Windows                    | Permet la conversion d'un fichier ODT en EPUB. Spécialisé dans la gestion des images                                                               |
| Calibre    | Oui     | Oui            | Linux, Mac OS X et Microsoft Windows | |
| Pandoc     | Oui     | Oui            | Linux, Mac OS X et Microsoft Windows | Permet le passage entre de nombreux formats différents.                                                                                            |
| SiSU       | Oui     |                |                                      | Framework libre d'écriture, de conversion et de recherche de livre numérique compatible EPUB. Conçu en langage Ruby et utilise son propre langage. |